# 白頭山密營

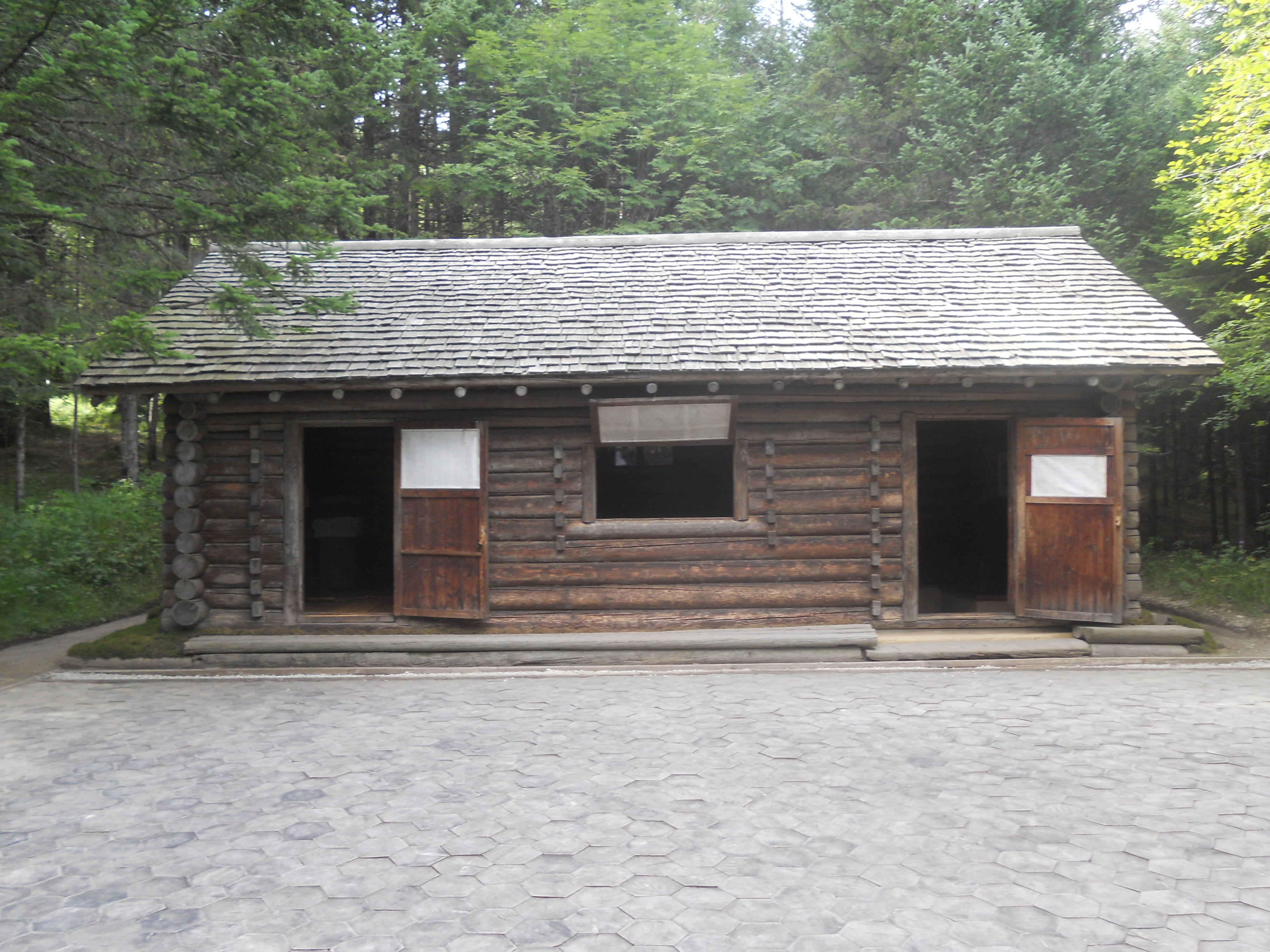
白頭山密營故居

白頭山密營（朝鲜语：／）位於朝鮮民主主義人民共和國兩江道三池淵市，是金日成進行抗日武裝鬥爭所建立的司令部所在地。朝鮮官方宣稱這裡是前領導人金正日的出生地。